# Grigore Gărdescu

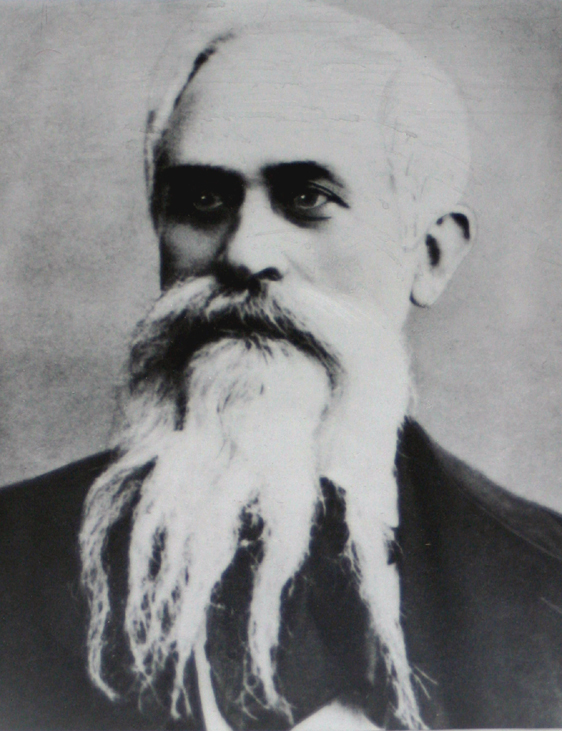
Colonelul Grigore Gărdescu.

Grigore Gărdescu a fost un militar român. A fost Șeful Statului Major General în perioada 8 ianuarie 1860 - 29 ianuarie 1860 cu gradul de colonel. 